# Aðalstræti 10

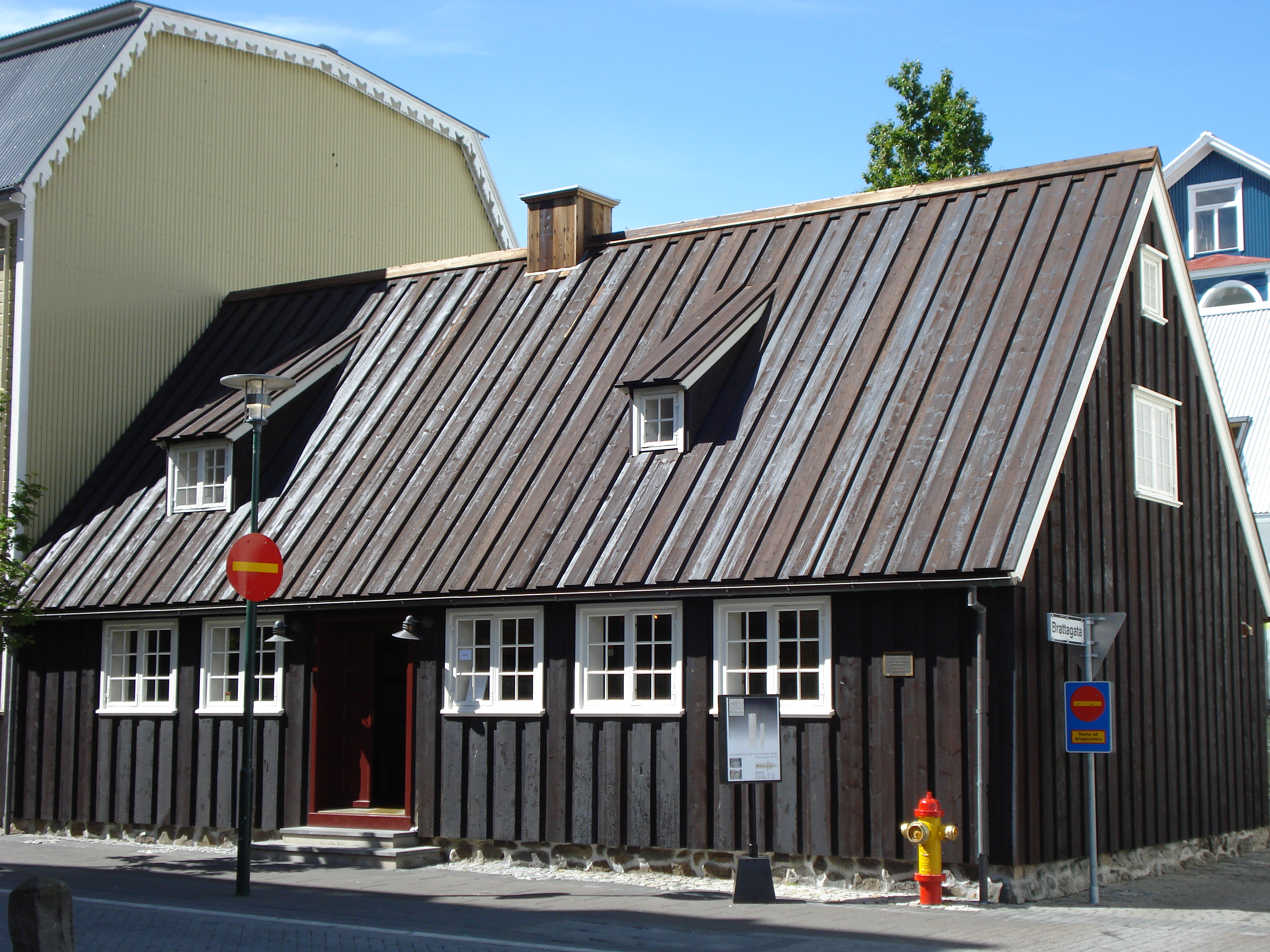
Aðalstræti 10 im Jahr 2007

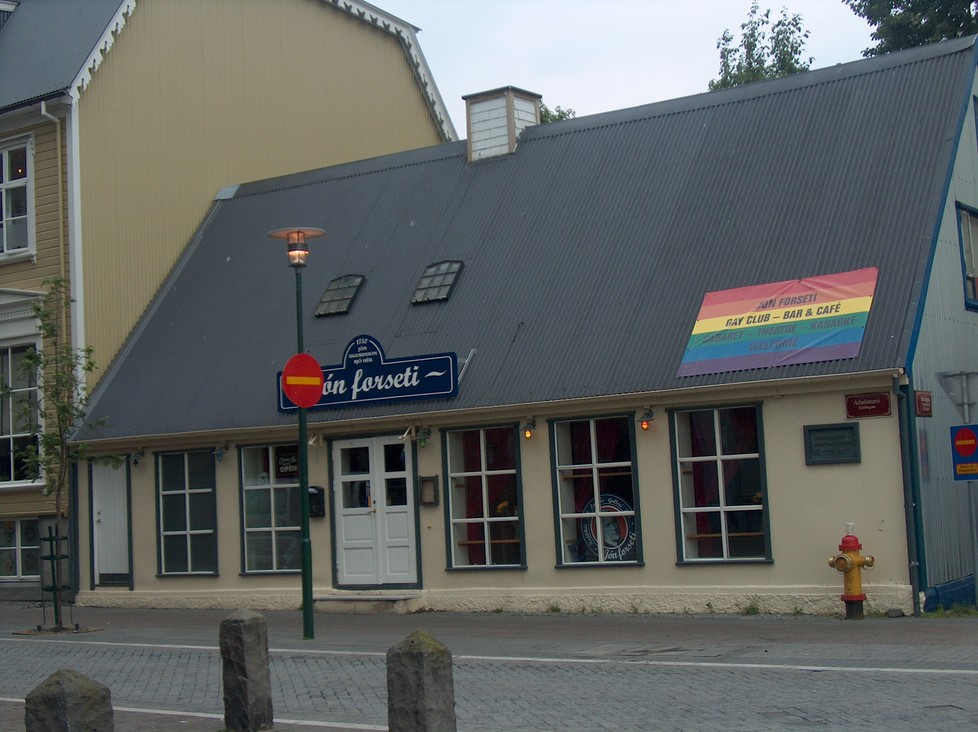
Das Gebäude im Jahr 2004, kurz vor der Sanierung

Das Haus Aðalstræti 10 ist ein ehemaliges Geschäftshaus im Stadtzentrum (Miðborg) von Reykjavík. Mit seinem Baujahr 1762 zählt es zu den ältesten Bauwerken Islands und wird häufig auch als ältestes bestehendes Gebäude Reykjavíks oder – etwas präziser – der Innenstadt (Kvosin) bezeichnet. Noch älter ist das Steinhaus Viðeyjarstofa aus dem Jahr 1755, dies liegt allerdings auf Viðey.
Das Holzhaus verfügt über anderthalb Geschosse, wobei die Rahmen der Konstruktion mit Bruchstein aufgefüllt wurden. Die Verkleidung besteht aus mit Teer gestrichenen Holzbrettern. Die verwendeten Baumaterialien stammten überwiegend aus Norwegen und Dänemark.

## Hintergrund und Entwicklung
Als erste nennenswerte Industrie der Insel siedelte sich um die Mitte des 18. Jahrhunderts der Wollverarbeitungsbetrieb Innréttingar in der Aðalstræti an. Der Werkstättenkomplex umfasste mehrere Fachwerkhäuser, darunter das Büro und Geschäftsleiterwohnhaus in der Hausnummer 10. Der wirtschaftliche Aufschwung führte in den folgenden Jahrzehnten zum Anwachsen der Siedlung zu einem Dorf, heute wird das Gebiet dieses ursprünglichen Siedlungskerns nach dem damaligen Anwesen Grjóti auch als Grjótaþorp bezeichnet.
Das Haus wurde in den Folgejahrzehnten von unterschiedlichen Besitzern bewohnt bzw. zu verschiedenen Geschäftszwecken genutzt. Von 1807 bis 1823 wurde das Haus vom Bischof Geir Vídalín bewohnt und nach dessen Tod vom König gekauft. Später wohnte dort auch  Jens Sigurðsson, der Bruder des Präsidenten Jón Sigurðsson, sowie Matthías Johannessen. Seit 1889 dienten die Räumlichkeiten als Ladenfläche, ab 1984 schließlich waren dort gastronomische Lokalitäten zu finden. 2001 kaufte die Gemeinde Reykjavík das Gebäude.
Im Rahmen einer Sanierung im Jahr 2005 wurde rückwärtig auch ein weiterer Gebäudeteil angebaut, die Arbeiten wurden vom Architekturbüro Arkitektastofa Grétars og Stefáns durchgeführt. Seitdem wird das Haus als Teil des Reykjavíker Stadtmuseums genutzt, aktuell insbesondere im Rahmen einer Ausstellung zur Stadtgeschichte: Es besteht ein Verbund mit dem Gebäude Aðalstræti 16, auf dessen Gelände 2001 die Überreste von Gebäuden aus der ersten Siedlungsphase im ausgehenden ersten Jahrtausend gefunden wurden.